# Ajos Ilias
Ajos Ilias (gr. Αγιος Ηλίας, tur. Yarköy) – wieś na Cyprze, w Dystrykcie Famagusta, 6 km na północny wschód od Trikomo. Znajduje się de facto pod zarządem Cypru Północnego.